# スクリーニング細胞診
スクリーニング細胞診とは細胞検査のことで、screening とは検査を意味する英語、すなわち子宮頸部粘液や喀痰等から異常細胞を見つける検査のことである。検査結果はClass分類や陰性・疑陽性・陽性などの用語を用いて報告される。
- 肺がん検診で行われる喀痰細胞診、子宮頸がん検診で行われる子宮頸部細胞診などが含まれる。がん検診が目的のときは診療報酬の対象ではない。

## 解説
単に細胞を検査することを目的とし、病変を判断しないので医行為には属さない。臨床検査技師等に関する法律にある病理学的検査の一種である。検診細胞診という表現も可能ではあるが、診療報酬点数表に記載することなどを考え、検診という用語を避けてスクリーニング細胞診という、医学用語にありがちな、わざと患者に意味が分かりにくい用語が造られている。病変部について診断を目的とする診断細胞診と対比される。
- 病変の判断を目的として病変部から採取された被検査物を用いる診断細胞診と対比される。病変について良性や悪性などを診断することは医行為。
- 陰性やClassⅠ,Ⅱは細胞診検査士の裁量で細胞診検査士が報告し、疑陽性、陽性やClassⅢ,Ⅳ,Ⅴは細胞診専門医や病理医が報告するのが日本では一般的である。医師が担当する細胞診については診療報酬の評価がないが、検査で異常があった場合に再検または要診察などを行うので、そのときの病変部の細胞診断について診療報酬を評価すべきであるとの考え方もある。

### 喀痰細胞診による肺がんスクリーニング
胸部エックス線検査と喀痰細胞診による肺がん検診については、死亡率減少効果を示す相応な根拠があるとされている。

### 子宮頸部細胞診による子宮頸がんスクリーニング
子宮頸がん検診では子宮頸部細胞診(子宮頸部の表面から綿棒などでこすりとった細胞を顕微鏡で調べること)で受診者の約1%が精密検査が必要となり、約0.06%でがんが発見されるという。

### 尿細胞診による膀胱・尿路腫瘍スクリーニング
血尿がある場合等に膀胱や尿路由来の腫瘍細胞が尿に出ることがある。尿から細胞診標本を作製してスクリーニングする。

### 口腔粘膜細胞診による口腔がんスクリーニング
口腔がんの早期診断・治療のために口腔粘膜擦過細胞診を含む口腔がん検診があるがまだ広がってはいない。